# Орехово (Ивантеевский район)
Орехово — посёлок в Ивантеевском районе Саратовской области в составе Бартеневского муниципального образования.

## География
Находится на расстоянии примерно 14 километров по прямой на северо-запад от районного центра села Ивантеевка.

## Население
| 2002 | 2010 |
| ---- | ---- |
| 73   | ↘2   |

Постоянное население составляло 73 человек в 2002 году (русские 59 %), 2 в 2010 году.